# Geolycosa raptatorides
Geolycosa raptatorides är en spindelart som först beskrevs av Embrik Strand 1909.  Geolycosa raptatorides ingår i släktet Geolycosa och familjen vargspindlar.
Artens utbredningsområde är Uruguay. Inga underarter finns listade i Catalogue of Life.